# Formoterol

Formoterol

Formoterol ou eformoterol é um agonista β2 de longa duração, usado como broncodilatador para o tratamento de asma e Doença Pulmonar Obstrutiva Crônica(DPOC), geralmente é comercializado em forma de inalador, mas também possui a forma de solução para inalação, este fármaco tem o objetivo de facilitar a respiração através da abertura de pequenas passagens de ar nos pulmões, auxiliando os brônquios a permanecerem relaxados e abertos por um período de aproximadamente 12 horas.
Formoterol é um fármaco agonista β2 de longa duração (12 horas), em comparação a outros β2-agonistas de curta duração(4 a 6 horas), como o Salbutamol. Pode ser usado na terapia junto com corticoesteroides. Um estudo realizado com outro fármaco desta categoria (LABAs ) como o Salmeterol, demonstrou que existe um maior risco de morte em pacientes com asma aguda.

## Mecanismo de Ação
O Formoterol após inalado, se liga a receptores β2 adrenérgicos, que é um receptor acoplado à proteína G, presente em músculos lisos,  age ativando a Adenilato ciclase, e consequentemente aumentando os níveis de AMP cíclico intracelulares, nos quais ativam a Proteína Quinase A, tendo como resposta  relaxamento muscular.

## Segurança
Em 2005 a FDA publicou um alerta de saúde sobre o uso de agonista β2 adrenérgicos de longa duração e seu risco para pacientes com asma.

## Combinações
Podem ser utilizadas diferentes combinações:
- Brometo de Aclídinio/formoterol;
- Budesonida/formoterol, e;[3]
- Furoato de Mometasona/formoterol.